# Kawasaki ZR-7
Kawasaki ZR-7 je model motocyklu, vyvinutý firmou Kawasaki. Byl vyráběn v letech 1999–2003. Jeho předchůdcem byl typ Kawasaki Zephyr 750. Vyráběl se ve dvou provedeních, naked bike (naháč) ZR-7 a s polokapotáží jako ZR-7S.

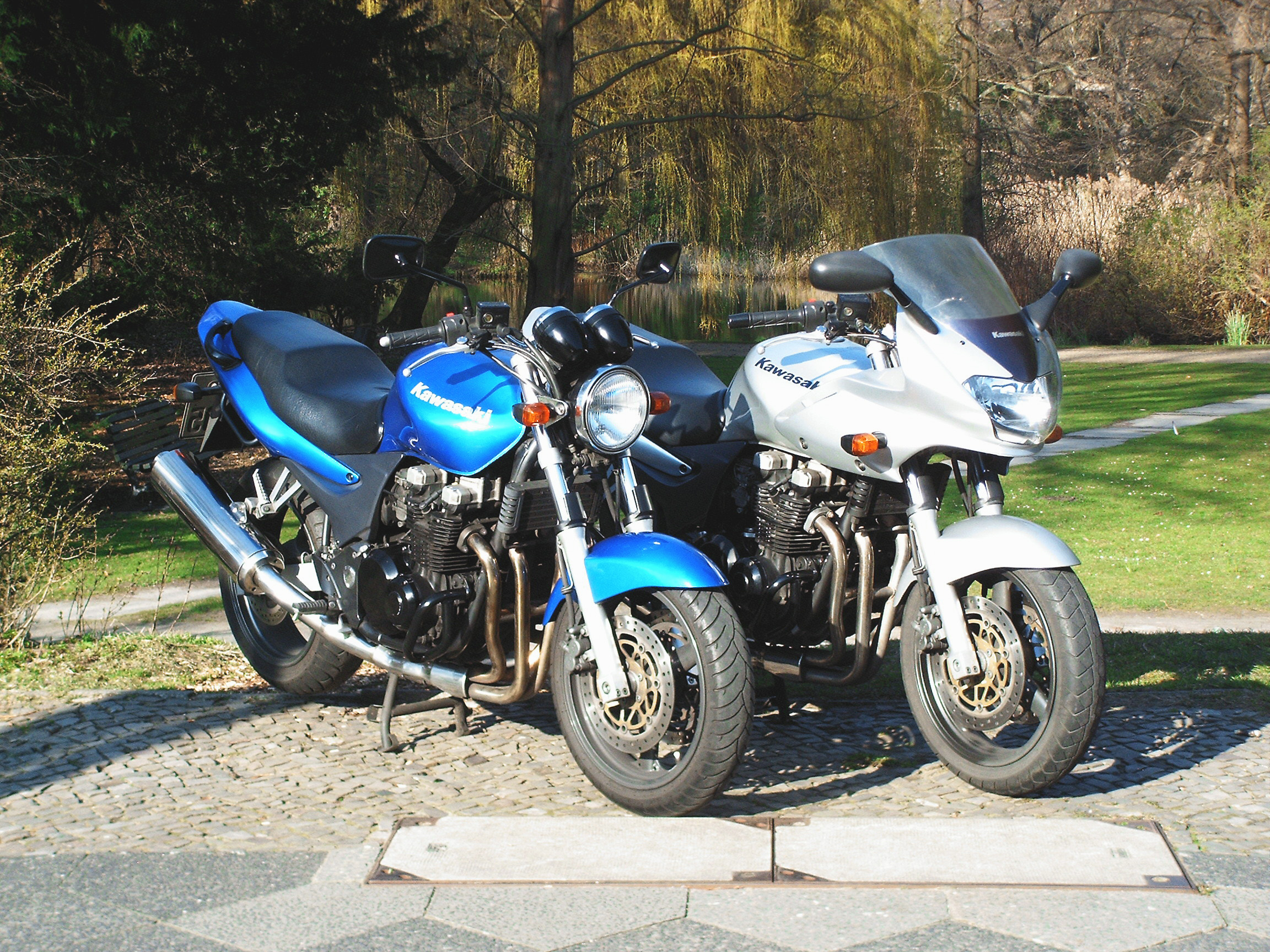
Kawasaki ZR-7 (vlevo) a ZR-7S (vpravo)

## Technické parametry (2003)
- Rám: dvojitý kolébkový z ocelových trubek
- Suchá hmotnost: 210 kg
- Pohotovostní hmotnost: 231 kg
- Maximální rychlost: 200 km/h
- Spotřeba paliva: 4,5 - 6 l / 100 km